# Aphelinus lankaensis
Aphelinus lankaensis är en stekelart som beskrevs av Hayat 1994. Aphelinus lankaensis ingår i släktet Aphelinus och familjen växtlussteklar.
Artens utbredningsområde är Sri Lanka. Inga underarter finns listade i Catalogue of Life.